# Système éducatif au Kenya
Le système éducatif kényan est d'application dans les établissements scolaires publics depuis la rentrée scolaire de janvier 1985. Il est basé sur un cycle de 8-4-4 débutant à l'âge de six ans.
- huit ans d'enseignement primaire (primary school)
- quatre ans d'enseignement secondaire (high school)
- quatre ans d'enseignement supérieur (middle level college ou university college ou university).

Cependant, certaines écoles internationales emploient le système éducatif britannique pour les enfants âgés entre 2 et 18 ans.
L'anglais et le swahili sont enseignés, en même temps, à l'école primaire et secondaire. Certains comtés ajoutent la langue locale aux programmes de l'école primaire comme l'enseignement du luo dans les comtés de l'ancienne province de Nyanza.
Après le secondaire, l'anglais devient la seule langue de référence pour l'apprentissage.

## Historique

### Systèmes pré-coloniaux
Avant l'arrivée des Européens, les différents peuples qui composent l'actuel Kenya avaient chacun leur propre système éducatif. Soit, à la fois, oral et écrit comme chez les Swahili le long de la côte de l'océan Indien comme rapporté par les missionnaires Johann Ludwig Krapf et Johannes Rebmann. Soit, uniquement, oral comme rapporté par l'historien Bethwell Allan Ogot à propos des Luo (cf. le titre « Enseignement » de l'article Luo).

### Systèmes coloniaux
Avec l'arrivée des missionnaires chrétiens, un enseignement oral et écrit s'installe aussi dans l'intérieur du pays. Initialement, les écoles, primaires, sont surtout ouvertes par des missionnaires à des fins de prosélytisme et d'humanisme. Elles comportent donc une forte proportion d'enseignement religieux. Le gouvernement colonial a pour sa part une vision nettement plus utilitariste de la formation, et souhaite un enseignement avant tout professionnel. Lorsque est créée en 1926 la première école secondaire ouverte aux Africains, l'Alliance High School (en) c'est dans le cadre d'une alliance entre différentes Églises protestantes, sous la surveillance du gouvernement. L'enseignement, initialement en 3 ans et très professionnalisé, évolue entre 1938 et 1942 vers un cursus de 4 ans exclusivement généraliste. Cette école devient celle de l'élite noire kenyane, ses meilleurs élèves continuant à partir de 1946 leurs études au College de Makerere en Ouganda.  

## Les plus anciennes écoles
- 1846, première école missionnaire : école de Rabai[note 1] fondée par Johann Ludwig Krapf, qui fut le premier traducteur de la bible en swahili ;
- 1903, plus ancienne école primaire pour les Africains : Friends School Kaimosi (Kaimosi) fondée par des quakers venus d'Afrique du Sud ;
- 1906 :
  - première école primaire pour les Africains soutenue par un Africain : Maseno School[3] (Maseno) fondée par le révérend anglican John Jamieson Willis (en), avec l'appui d'Odera Akang'o,
  - première école primaire destinée aux enfants des émigrés indiens : ''The Duke of Gloucester School[note 2] (Ngara - Nairobi) ;
- 1908, première école primaire destinée aux filles : Tumutumu Mission School[note 3] (Karatina - Nyeri) ;
- 1910 :
  - premières écoles post-primaire pour les Africains : Prince of Wales School pour les garçons et Kenya High School pour les filles[note 4] (Nairobi) fondée par Lord Delamere et Edward Grigg,
  - première école destinée à former des instituteurs africains : Thogoto School[note 5] (Thogoto) ;
- 1926, première école secondaire pour les Africains : Alliance School[note 6] (Kikuyu) fondée par le missionnaire John Arthur (en)[note 7] ;
- 1934, première école entièrement fondée et gérée par des Africains : Kisii School (en) (Kisii) fondée par la Young Kavirondo Association[4].

## Universités
Il existe 31 universités au Kenya dont 10 sont des universités publiques, avec 14 campus ou collèges satellites, et 27 sont des universités privées délivrant, aussi, des grades universitaires reconnus, au minimum, au Kenya.

### Universités publiques

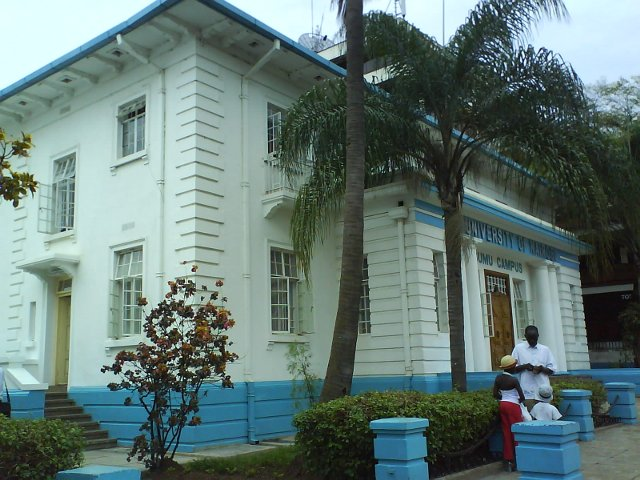
Le campus de l'Université de Nairobi à Kisumu.

- 1970, université de Nairobi à Nairobi[5] ;
- 1984, Université Moi à Eldoret ;
- 1985, Université Kenyatta à Nairobi ;
- 1987, Université Egerton à Njoro (Nakuru) ;
- 1999, Université Jomo Kenyatta pour l'agriculture et la technologie à Juja (Nairobi) ;
- 2001, Université de Maseno à Maseno ;
- 2006, Université des sciences et technologies Masinde Muliro à Kakamega ;
- 2007, Université des technologies Dedan Kimathi à Nyeri ;
- 2013, Université technique du Kenya à Nairobi ;
- 2013, Université technique de Mombasa à Mombasa.

### Universités privées

#### Avec lettre patente définitive
Entre parenthèses, les dates de création et de charte de lettre patente définitive :
- Collège méthodologique écossais (?-?) ;
- Université Africa Nazerere (1987-1993) ;
- Université d'Afrique de l'Est (1980-1991) ;
- Université catholique d'Afrique de l'Est (1984-1992) ;
- Université chrétienne Pan Africa (1978-2006) ;
- Université Daystar (1974-1992) ;
- Université évangélique de Kenya Highlands (?-?) ;
- Université Kabarak (2001-2008) ;
- Université internationale Alliant (1982-2011) ;
- Université méthodiste du Kenya (1997-2010) ;
- Université du Mont Kenya (2000-2006) ;
- Université Saint-Paul (?-?) ;
- Université Strathmore (1993-2008).

#### Avec lettre patente provisoire
- Université adventiste d'Afrique ;
- Université Aga Khan ;
- Université des grands lacs de Kisumu ;
- Université Gretsa ;
- Université Inooreno ;
- Université KCA ;
- Université presbytérienne d'Afrique de l'Est ;
- Université des sciences et des technologies des femmes Kiriri.

#### Avec une simple immatriculation
- Collège biblique des hauts plateaux du Kenya ;
- Collège de l'ouest pour l'HORECA et les études professionnelles ;
- École est-africaine de théologie ;
- École d'études professionnelles du Kenya ;
- École évangélique de graduation en théologie de Nairobi ;
- École internationale de théologie de Nairobi.

## Population scolarisée en 2009
Les chiffres proviennent du rapport annuel Statistical Abstract 2010 édité par le Kenya National Bureau of Statistics (KNBS),  (ISBN 978-9966-767-24-0).
| Sexe     | maternelle | primaire  | secondaire | supérieur | universitaire | total      |
| -------- | ---------- | --------- | ---------- | --------- | ------------- | ---------- |
| masculin | 1 150 890  | 4 838 278 | 962 887    | 136 086   | 115 094       | 7 203 235  |
| féminin  | 1 096 181  | 4 587 112 | 833 580    | 154 390   | 83 025        | 6 754 288  |
| total    | 2 247 071  | 9 425 390 | 1 796 467  | 290 476   | 198 119       | 13 957 523 |